# Alberto Muñoz del Campo
Alberto Muñoz del Campo (Montevideo, 1889 - 1975) fue un arquitecto uruguayo.
Estudió en la Facultad de Arquitectura de la Universidad de la República, dirigida en ese entonces por el francés Joseph Paul Carré. Entre sus compañeros se contaban muchos futuros profesionales de renombre como Carlos Surraco, Juan Antonio Rius, Rodolfo Amargós, Guillermo Armas, Jorge Herrán, Rodolfo Vigouroux y José Pedro Sierra Morató.

## Proyectos destacados
- Colonia de Vacaciones en la Rambla de Malvín
- Edificio Bel Horizon en Br. Artigas y Rambla
- Edificio Golino en Francisco Vidal y Federico Abadie